# Mwotlap
Le mwotlap (M̄otlap, prononcé [ŋ͡mʷɔtlap], anciennement connu comme motlav) est une langue de tradition orale parlée au Vanuatu par environ 2 100 personnes en 2010. Plus précisément, ses locuteurs habitent essentiellement dans une petite île officiellement connue sous le nom de Mota Lava, dans l’archipel des îles Banks, dans le nord du pays.
Comme toutes les autres langues indigènes de cet archipel, le mwotlap appartient au groupe des langues océaniennes, lui-même une branche de la grande famille des langues austronésiennes. Il est proche des langues des îles voisines telles que le mwesen.
Le mwotlap présente de nombreuses caractéristiques typiques des langues océaniennes : ses pronoms personnels distinguent quatre nombres (singulier, duel, triel et pluriel) ; l’expression de la possession est complexe (les noms peuvent être inaliénables ou aliénables, et dans le deuxième cas on indique le type de possession dont il s’agit) ; les concepts de « droite » et « gauche » ne sont pas utilisés pour se repérer et les locuteurs s’orientent en fonction de la géographie de leur île (vers la mer, vers la terre).
Le mwotlap n’a été décrit en détail pour la première fois qu’en 2001 par Alexandre François, linguiste au CNRS.

## Nom
Si le nom de l’île utilisé par les étrangers, Mota Lava, provient du mota, la langue qui y est parlée a été plus souvent appelée motlav, mwotlav ou mwotlap (le nom le plus utilisé de nos jours), qui sont des transcriptions du terme M̄otlap, prononcé [ŋ͡mʷɔtlap] (cf. Phonologie pour l’alternance entre v et p). Ce mot est le nom de l’île : les locuteurs du mwotlap appellent leur langue « le parler / les paroles / le discours de Mota Lava » (na-gatgat / no-hohole / na-vap to-M̄otlap) et se nomment eux-mêmes « les gens de Mota Lava » (ige to-M̄otlap).

## Répartition géographique

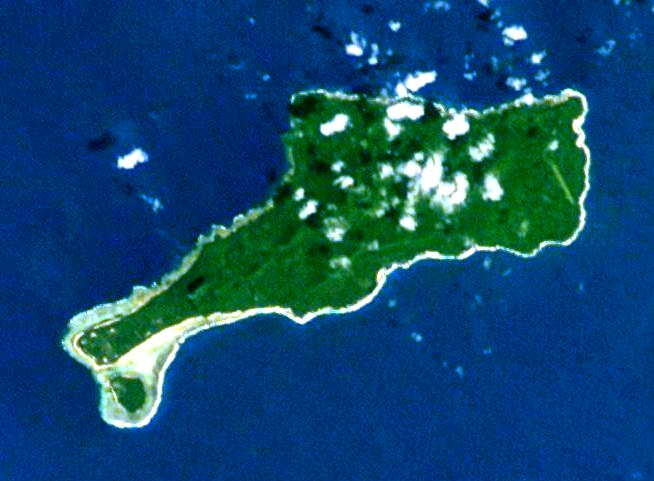
Mota Lava, l’île d’origine du Mwotlap.

Le mwotlap est parlé au nord du Vanuatu, dans l’archipel des îles Banks, par environ 2 100 locuteurs. Parmi ceux-ci, 1 640 vivent sur l’île Mota Lava et l’îlot voisin Ra ; il faut leur ajouter quelques centaines de personnes vivant ailleurs au Vanuatu :
- Vanua Lava, en particulier sur la côte nord-est ;
- d’autres îles du nord du Vanuatu : Ureparapara, Gaua, Ambae… ;
- Port-Vila, capitale du Vanuatu ;
- Luganville, seconde ville du pays, située sur l’île d’Espiritu Santo.

## Classification
Le mwotlap appartient à la grande famille des langues austronésiennes, qui regroupent plus de 1 200 langues. À l’intérieur de ce groupe, le mwotlap fait partie des langues océaniennes, parlées dans l’océan Pacifique et issues d’un ancêtre commun hypothétique appelé proto-océanien ; plus précisément, il appartient au sous-groupe dit « nord et centre du Vanuatu », qui regroupe 95 langues, soit la majorité des langues du pays.

## Histoire
La première description du mwotlap a été donnée en 1885 par Robert Henry Codrington (en), prêtre anglican qui a étudié les sociétés mélanésiennes. Bien que spécialisé principalement en mota, il consacre douze pages de son ouvrage The Melanesian Languages à la langue « motlav ». Bien qu’assez brève, cette description permet de connaître certaines des évolutions du mwotlap au cours du XXe siècle. De plus, Codrington décrit le volow, langue proche du mwotlap (parfois même considérée comme un dialecte du mwotlap) parlée dans l’est de Mota Lava, aujourd’hui éteinte.

## Phonologie

### Consonnes
Le mwotlap possède 16 phonèmes consonantiques (plus quelques allophones et phonèmes étrangers). Il présente la particularité d’avoir des consonnes labiales-vélaires avec un relâchement spirant en [w].
|                                  | Labio-vélaires | Bilabiales | Alvéolaires | Vélaires | Glottale |
| -------------------------------- | -------------- | ---------- | ----------- | -------- | -------- |
| Occlusives sourdes               | /k͡pʷ/ q        |            | /t/ t       | /k/ k    |          |
| Occlusives sonores prénasalisées |                | /ᵐb/ b     | /ⁿd/ d      |          |          |
| Fricatives                       |                | /v/ v, p   | /s/ s       | /ɣ/ g    | /h/ h    |
| Nasales                          | /ŋ͡mʷ/ m̄        | /m/ m      | /n/ n       | /ŋ/ n̄    |          |
| Latérale                         |                |            | /l/ l       |          |          |
| Semi-consonnes                   | /w/ w          |            | /j/ y       |          |          |

On peut également mentionner le phonème /r/, présent dans certains emprunts récents, comme rin̄ [riŋ] (« téléphoner »), emprunté à l’anglais ring. Un son étranger encore plus rare est [ᵑɡ], orthographié ‹ ḡ ›, rencontré dans quelques emprunts tels que no-Ḡot (« Dieu », de l’anglais God via le bislama Got).
Le phonème /v/ possède trois réalisations possibles, en distribution complémentaire :
- en début de syllabe, [v] ou [β] en variante libre ;
- en fin de syllabe, [p].

Par exemple, à partir du radical vlag (« courir »), on obtient les formes valag [va.laɣ] (« courent ») et me-plag [mɛp.laɣ] (« il a couru »). Bien que la transcription utilise v dans le premier cas et p dans l’autre, il s’agit bien du même phonème. (Certaines conventions orthographique utilisent v dans les deux cas, ce qui explique pourquoi la langue est connue sous le nom de motlav et mwotlap.)
Le son [p] apparaît cependant en début de syllabe dans des mots empruntés, comme ne-pepa [nɛ.pɛ.pa] (« papier », de l’anglais paper). Dans des emprunts plus anciens, un p était généralement reflété par [ᵐb] (ou plus rarement [k͡pʷ]), par exemple no-bomdete [nɔ.ᵐbɔm.ⁿdɛ.tɛ] (« pomme de terre », emprunté au français).
Un phénomène similaire se produit avec les consonnes prénasalisées : en fin de syllabe, /ᵐb/ devient [m] et /ⁿd/ devient [n]. Par exemple, le radical bnē~ (« main ») donne bēnē-k [ᵐbɪ.nɪk] (« de ma main ») et na-mnē-k [nam.nɪk] (« ma main »). (Là encore, le fait que ‹ b › devienne ‹ m › à l’écrit résulte de la convention orthographique. Il s’agit toujours du même phonème.) Cependant, contrairement au cas de /v/, il ne s’agit pas de distribution complémentaire, puisqu’il existe des paires minimales opposant b à m et d à n, comme na-nay [nanaj] (« veuve ») et na-day [naⁿdaj] (« sang »). Par conséquent, un [m] en fin de syllabe peut correspondre soit à un /m/, soit à un /ᵐb/ sous-jacent.
La consonne /ɣ/ est de plus en plus souvent réalisée [ɰ] et ressemble alors à /w/ : dans certains cas, après /o/, /ɔ/ ou /ʊ/, les locuteurs eux-mêmes hésitent entre w et g. Ainsi, la séquence [aɰ] est parfois entendue par les étrangers comme une diphtongue *[au] ou *[ao] : par exemple, Vet Tagde [βɛtaɰˈⁿdɛ], un îlot inhabité, est orthographié Vétaounde sur les cartes françaises.
Hormis quelques rares cas particuliers, il n’y a pas d’assimilation entre les consonnes. N’importe quelle consonne peut se trouver avant ou après n’importe quelle autre. Il n’y a que deux règles de sandhi entre les consonnes :
- /wɣ/ devient /w/ ;
- deux consonnes identiques consécutives se simplifient en une seule consonne, aussi bien à l’intérieur d’un mot qu’entre deux mots.

### Voyelles
Le mwotlap possède sept voyelles orales. Il n’y a pas de voyelle nasale, ni de voyelle longue, ni de diphtongue (deux voyelles consécutives, même de même timbre, sont prononcées séparément).
|             | Antérieures | Centrale | Postérieures |
| ----------- | ----------- | -------- | ------------ |
| Fermées     | [i] i       |          | [u] u        |
| Mi-fermées  | [ɪ] ē       |          | [ʊ] ō        |
| Mi-ouvertes | [ɛ] e       |          | [ɔ] o        |
| Ouverte     |             | [a] a    |              |

Les voyelles /ɛ/ et /ɔ/ se réalisent parfois plus fermées ([e] et [o]), mais cette différence n’est pas pertinente dans la langue.

### Orthographe
Le mwotlap étant une langue de tradition orale, il n’a pas d’écriture propre. Cet article emploiera l’orthographe du linguiste Alexandre François, basée sur l’alphabet latin complété de macrons.
| Lettre        | a   | b    | d    | e   | ē   | g     | h   | i   | k   | l   | m   | m̄     |
| Prononciation | [a] | [ᵐb] | [ⁿd] | [ɛ] | [ɪ] | [ɣ]   | [h] | [i] | [k] | [l] | [m] | [ŋ͡mʷ] |
| Lettre        | n   | n̄    | o    | ō   | p   | q     | s   | t   | u   | v   | w   | y     |
| Prononciation | [n] | [ŋ]  | [ɔ]  | [ʊ] | [p] | [k͡pʷ] | [s] | [t] | [u] | [v] | [w] | [j]   |

### Prosodie
Le mwotlap n’a pas de tons. L’accent tonique tombe sur la dernière syllabe d’un mot ou d’un syntagme, tout comme en français.

### Morphophonologie

#### Syllabes
La structure des syllabes est (C)V(C) : cela implique qu’il ne peut pas y avoir plus de deux consonnes consécutives à l’intérieur d’un mot, et qu’un mot ne peut pas commencer ou finir par plus d’une consonne. Les rares exceptions à ce système sont des emprunts récents, comme skul (« école », de l’anglais school).
Pour respecter ce schéma, quand un radical commence par deux consonnes se trouvant en début de mot, une voyelle épenthétique (la même que la voyelle suivante) est insérée entre ces consonnes. Par exemple, le radical tron̄ (« saoul », de l’anglais drunk) peut donner les formes suivantes :
- me-tron̄ [mɛt.rɔŋ] (« il s’est saoulé ») : les consonnes t et r appartiennent à deux syllabes différentes ;
- toron̄ [tɔ.rɔŋ] (« ils se saoulent ») : l’insertion d’une voyelle entre t et r est obligatoire pour empêcher que la syllabe commence par deux consonnes successives.

#### Copie vocalique
La copie vocalique désigne la capacité de certains préfixes à copier la voyelle du mot qui suit. C’est le cas notamment de l’article na-, du locatif le- ou de te-, qui sert à former des adjectifs d’origine. Ils donnent par exemple nō-vōy (« volcan »), ni-hiy (« os »), to-M̄otlap (« de Mota Lava »), mais na-pnō (« île ») et na-nye-k (« mon sang »). En fait, certains mots permettent la copie de leur voyelle, mais d’autres l’empêchent : ces derniers sont les radicaux qui commencent par deux consonnes. Ainsi, les radicaux vōy et hiy autorisent la copie de leur voyelle, mais les deux consonnes au début de vnō et nye- la bloquent.
Il existe cependant quelques exceptions (moins de 5 % des noms), telles que lo (« soleil ») et tqē (« champ »), qui donnent respectivement avec l’article na-lo et nē-tqē, et pas *no-lo et *na-tqē comme on pourrait s’y attendre.
Un phénomène similaire mais plus rare, appelé transfert vocalique, concerne une poignée de lexèmes : la première voyelle du mot, au lieu d’être copiée par le préfixe, est transférée. Ainsi, hinag (« igname ») devient ni-hnag et pas *ni-hinag.

### Évolution phonétique
Le mwotlap, comme les autres langues du nord et du centre du Vanuatu, a perdu les consonnes finales du proto-océanien.
Plus récemment (il y a quelques siècles), les mots étaient accentués sur l’avant-dernière syllabe, avec un accent secondaire toutes les deux syllabes. Toutes les voyelles posttoniques (syllabes atones situées après un accent tonique) se sont amuïes. Ainsi, le mot M̄otlap est issu d’une forme *M̄ótaláva : les voyelles non accentuées ont été perdues. Cependant, celles-ci se sont maintenues en début de mot, comme dans Asol (« Sola »), qui provient de *a-Sóla.
D’autre part, les voyelles amuïes ont dans certains cas influencé le timbre de la voyelle précédente : dans *lagi [laɣi] (« se marier »), le i a légèrement fermé le a en disparaissant, donnant la forme moderne leg [lɛɣ]. Dans l’autre sens, le proto-océanien *pulan (« lune ») a donné wōl [wʊl] : le a a ouvert le u. Ce phénomène d’umlaut ou métaphonie, que l’on retrouve également dans quinze autres langues de la région, explique que le mwotlap a augmenté son inventaire de cinq voyelles (celles du proto-océanien) à sept. En outre, ces évolutions historiques permettent de comprendre la morphophonologie complexe des voyelles en mwotlap.
Parmi les évolutions les plus récentes, le son [r], encore présent au XIXe siècle, a été remplacé par [j] au cours du XXe siècle : qirig (« aujourd’hui »), relevé en 1885 par Codrington, est maintenant qiyig. (Le fait que ce son réapparaisse dans des emprunts est un phénomène différent.)

## Grammaire
Le mwotlap est une langue SVO : l’ordre des mots dans la phrase est fixe et est toujours sujet-verbe-complément-compléments circonstanciels.
Contrairement au français qui ne distingue que deux nombres (singulier et pluriel), le mwotlap en distingue quatre : singulier, duel, triel et pluriel. Ceci n’est valable que pour les mots qui désignent des humains ; les noms non humains n’ont pas d’opposition de nombre et sont exprimés comme des singuliers.

### Noms et substantifs
Alors qu’en grammaire française, « nom » et « substantif » sont synonymes, ils désignent deux catégories similaires mais distinctes en mwotlap.
- Les substantifs sont tous les mots se référant à des humains, que ce soient des noms propres ou des termes comme imam (« père »), bulsal (« ami »), m̄alm̄al (« jeune fille »), etc. Ils peuvent servir de sujet, d’objet, de possesseur, etc[a 18].
- Les noms sont tous les autres mots que l’on peut qualifier de noms communs, mais qui ne désignent pas des personnes. Ils doivent être précédé d’un article pour fonctionner comme un substantif.

Il n’y a que trois exceptions à ce système : les radicaux lqōvēn (« femme/femelle »), tm̄an (« homme/mâle ») et et (« être humain »), qui se comportent comme des noms. De plus, certains mots désignant des humains peuvent prendre l’article, même si ce n’est pas obligatoire : « docteur » peut se dire aussi bien dokta que na-dokta.
L’article en mwotlap est un préfixe, na-. Il existe d’autres préfixes qui peuvent le remplacer, comme le locatif le-.
Utilisés seuls, les noms qualifient le mot précédent : par exemple, nu-bus lōqōvēn signifie « une chatte » (littéralement : « un chat femelle »). Avec le préfixe na-, ils deviennent des substantifs et peuvent prendre la place de sujet, d’objet ou se trouver après une préposition.
| Ni-siok                | me-mwoy.  |
| art-pirogue            | pft-brisé |
| La pirogue est cassée. |           |

| Kēy                                    | totot     | mi   | na-baybay. |
| 3pl                                    | ao:couper | avec | art-hache  |
| Ils coupent [le bois] avec des haches. |           |      |            |

Les phrases précédentes seraient incorrectes si on omettait le préfixe na-.
L’article n’est ni défini, ni indéfini : na-gasel peut signifier aussi bien « le couteau » que « un couteau ». Il n’a pas non plus de nombre fondamental, puisque le mwotlap ne distingue pas le nombre pour les noms non humains. Les seules exceptions sont les rares noms humains qui prennent l’article : dans ce cas, il est singulier.

### Numéraux
Le système numéral du mwotlap est décimal, mais on devine les vestiges d’un système quinaire dans certains numéraux (liviyō et levetēl rappellent vōyō et vētēl).
| Nombre | Traduction     | Nombre    | Traduction                            |
| ------ | -------------- | --------- | ------------------------------------- |
| 1      | vitwag         | 11        | son̄wul tiwag nanm̄e vitwag             |
| 2      | vōyō           | 20        | son̄wul yō                             |
| 3      | vētēl          | 23        | son̄wul yō nanm̄e vētēl                 |
| 4      | vēvet          | 30        | son̄wul tēl                            |
| 5      | tēvēlēm        | 40        | son̄wul vet                            |
| 6      | levete         | 50        | son̄wul tēvēlēm                        |
| 7      | liviyō         | 100       | m̄eldēl (vag-tiwag)                    |
| 8      | levetēl        | 333       | m̄eldēl vag-tēl son̄wul tēl nanm̄e vētēl |
| 9      | levevet        | 1 000     | tey vag-tiwag                         |
| 10     | son̄wul (tiwag) | 1 000 000 | tey vag-tey                           |

On remarque que les numéraux de 1 à 4 ont deux formes, une simple (tiwag, yō, tēl, vet) et une préfixée (vitwag, vōyō, vētēl, vēvet). La forme simple ne se trouve qu’après quelques mots tels que son̄wul et vag-. Pour former les nombres de 10 à 99, on emploie son̄wul (« dix ») suivie de la forme simple du chiffre des dizaines et, le cas échéant, nanm̄e puis le chiffre des unités : on a par exemple son̄wul liviyō nanm̄e vēvet (74, soit « dix sept plus quatre »). Tey (« mille », mais signifiant également « innombrable ») et m̄eldēl (« cent ») sont multipliés par la forme simple du numéral préfixée avec vag- (« fois »). 1998 se dit ainsi tey vag-tiwag m̄eldēl vag-levevet son̄wul levevet nanm̄e levetēl, soit « mille une fois, cent neuf fois, dix neuf plus huit ». Dans le cas où il n’y a pas de chiffre des dizaines, on sépare les centaines des unités avec vēpnegi : 407 se dit m̄eldēl vag-vet vēpnegi liviyō.
Cependant, les Mwotlaps comptent moins souvent que les Occidentaux ; par conséquent, les nombres élevés sont très peu utilisés, et les jeunes générations remplacent bien souvent les numéraux mwotlaps par des emprunts au bislama, la langue véhiculaire du Vanuatu.
Les ordinaux sont formés régulièrement avec le suffixe -negi : vōyō-negi (« deuxième »), levetēl-negi (« huitième »). L’exception est « premier », qui se dit totogyeg.
Les numéraux suivent le nom qu’ils qualifient : Inti-k vētēl mo-gom (« Mes trois enfants sont malades », littéralement « Mes enfants trois sont malades »). Ils peuvent avoir la fonction de prédicat (Inti-k vētēl, « J’ai trois enfants », littéralement « Mes enfants [sont] trois ») aussi bien que de sujet (Vētēl no-gom, « Les trois sont malades »). Les noms humains, qui connaissent normalement l’opposition de nombre, sont toujours exprimés au singulier avec un numéral.

### Réduplication
Comme la plupart des autres langues austronésiennes, le mwotlap utilise beaucoup la réduplication (ou redoublement) pour exprimer de nombreuses nuances.

#### Morphologie
La réduplication d’un mot consiste essentiellement à répéter sa première syllabe : hag (« assis ») → haghag ; su (« petit ») → susu ; m̄ōkheg (« respirer ») → m̄ōkm̄ōkheg. Comme deux consonnes identiques consécutives se simplifient, un mot tel que tit (« cogner ») donne titit. Quand la dernière consonne est h, celle-ci disparaît : meh (« douloureux ») → memeh. Il existe aussi des exceptions devant être apprises : lat (« cassé en deux ») → lalat ; liwo (« grand ») → lililwo ; itōk (« être bon ») → itōktōk.
Dans le cas des radicaux commençant par deux consonnes, il faut répéter les trois premiers phonèmes. Ainsi, wseg (« tirer ») donne wsewseg. Comme la phonologie du mwotlap n’autorise pas deux consonnes en début de syllabe, une voyelle est intercalée et on obtient wesewseg (à moins que le mot soit précédé d’un préfixe, voir plus haut). La phonologie de la langue peut parfois rendre la forme simple difficile à reconnaître : ainsi, valaplag provient de v(a)lag (« courir »).
Certains mots n’ont pas de forme rédupliquée (par exemple momyiy, « froid »). D’autres mots semblent rédupliqués, mais n’ont pas de forme simple : qagqag (« blanc ») et yēyē (« rire ») n’apparaissent jamais sous les formes *qag et *yē.

#### Sémantique
La réduplication peut avoir de nombreuses significations, selon les cas et les mots sur lesquels elle porte. Avec les noms, elle n’a que très rarement une valeur de pluriel (na-hap : « chose », na-haphap : « choses »). Les adjectifs su (« petit ») et liwo (« grand ») sont rédupliqués pour indiquer le pluriel, mais cela peut également avoir une valeur d’intensité : n-ēm̄ lililwo peut signifier « des grandes maisons » ou « une maison immense ». La réduplication peut même avoir une valeur diminutive : na-qyan̄ est un trou, mais na-qyaqyan̄ désigne une multitude de petits trous.
C’est en fait avec les verbes que la réduplication est le plus souvent utilisée. Avec un sujet pluriel, elle indique que les agents agissent séparément :
| Kēy                               | mal | m̄ōl.    |
| 3pl                               | acp | rentrer |
| Ils sont déjà rentrés (ensemble). |     |         |

| Kēy                                 | mal | m̄ōlm̄ōl.  |
| 3pl                                 | acp | rentrer² |
| Ils sont déjà rentrés (séparément). |     |          |

Dans d’autres cas, elle a une valeur itérative : Na-mta-n ni-matbēy (« Il cligna des yeux ») → Na-mta-n ni-matmatbēy (« Il cligna des yeux plusieurs fois »). La réduplication peut aussi rendre une action moins définie : gen signifie « manger (un aliment précis) », mais gengen veut dire « manger habituellement » ou « être en train de manger (sans objet précis) ». Enfin, la réduplication des verbes permet d’obtenir des noms : mat (« mourir ») → na-matmat (« la mort ») ; yap (« écrire ») → na-yapyap (« l’écriture »).

### Pronoms personnels
Comme dit précédemment, le mwotlap distingue quatre nombres ; il fait également la distinction entre le « nous » exclusif et inclusif, mais ne différencie pas les genres (kē peut signifier aussi bien « elle » que « il »).
| Personne | Personne  | Singulier | Duel     | Triel        | Pluriel    |
| -------- | --------- | --------- | -------- | ------------ | ---------- |
| 1re      | exclusive | no, nok   | kamyō    | kamtēl       | kem, kemem |
| 1re      | inclusive | —         | dō, dōyō | ēntēl, dētēl | gēn        |
| 2e       | 2e        | nēk       | kōmyō    | kēmtēl       | kimi       |
| 3e       | 3e        | kē        | kōyō     | kēytēl       | kēy        |

Le pronom dō signifie donc « toi et moi », kamtēl « moi et deux personnes (mais pas toi) », kimi « vous (quatre ou plus) », etc. Ces pronoms peuvent être sujet ou objet sans changer de forme ; leur fonction est déterminée par l’ordre des mots.
| Kē         | m-et     | nēk. |
| 3sg        | pft-voir | 2sg  |
| Il t’a vu. |          |      |

| Nēk         | m-et     | kē. |
| 2sg         | pft-voir | 3sg |
| Tu l’as vu. |          |     |

Dans les cas où deux pronoms sont possibles, on peut choisir librement lequel utiliser, sauf dans le cas de la première personne du singulier (dans certains contextes, l’emploi de no ou nok est obligatoire), et dō et kem ne peuvent être utilisés qu’en position de sujet.

### Possession
En mwotlap, comme dans d’autres langues océaniennes, l’expression de la possession est complexe. La principale caractéristique est que les noms sont séparés en deux catégories :
- les noms inaliénables, conçus dans une relation à autre chose et qui doivent obligatoirement avoir un possesseur ;
- les noms aliénables, conçus comme autonomes.

La syntaxe de la possession est différente pour ces deux catégories. Pour les noms aliénables, en particulier, il est nécessaire de préciser le type de possession dont il s’agit (à manger, à boire, possession provisoire ou autre).
Le mwotlap n’a pas de verbe « avoir ». Ainsi, pour traduire une phrase comme « J’ai un enfant », il faut employer (comme en hongrois) une tournure signifiant littéralement « Il y a mon enfant » ou « Mon enfant existe ».
| Inti-k          | aē.     |
| enfant-1sg      | exister |
| J’ai un enfant. |         |

| Inti-k                | tateh.         |
| enfant-1sg            | ne pas exister |
| Je n’ai pas d’enfant. |                |

#### Possession inaliénable
Les noms inaliénables forment une classe fermée d’environ 125 mots. Leurs radicaux se terminent tous par une voyelle. Ce sont principalement des mots qui désignent :
- des parties du corps : qti~ (« tête »), mte~ (« œil ») ;
- des concepts liés à une personne : ln̄e~ (« voix »), he~ (« nom ») ;
- des parties de végétaux : tawhi~ (« fleur »), vni~ (« écorce ») ;
- des parties d’objets : lo~ (« intérieur »), tētye~ (« manche d’un outil ») ;
- des termes de parenté : inti~ (« enfant »), igni~ (« époux, épouse »).

Ces mots ne peuvent pas être employés seuls : ils doivent être nécessairement suivis d’un possesseur.

##### Suffixes possessifs
Mis à part le cas où le possesseur est exprimé et n’est pas humain (cf. la section suivante), les noms inaliénables doivent être suivis d’un suffixe possessif. Ainsi, à partir de dēln̄e~ (« oreille »), on obtient les formes nē-dēln̄e-k (« mon oreille ») et nē-dēln̄a-n (« son oreille »). Comme le montre cet exemple, certains de ces suffixes peuvent modifier les voyelles du radical selon des règles complexes.
| Personne | Personne  | Singulier | Duel      | Triel      | Pluriel |
| -------- | --------- | --------- | --------- | ---------- | ------- |
| 1re      | exclusive | -k        | -(n)mamyō | -(n)mamtēl | -(n)mem |
| 1re      | inclusive | —         | -ndō      | -ntēl      | -ngēn   |
| 2e       | 2e        | -∅        | -(n)mōyō  | -(n)mētēl  | -(n)mi  |
| 3e       | 3e        | -n        | -yō       | -ytēl      | -y      |

Le suffixe possessif de la deuxième personne du singulier est un suffixe zéro : na-mte signifie « ton œil » ; le suffixe semble absent, mais c’est bien la deuxième personne qui est indiquée. Certains suffixes commencent par un n facultatif : il est obligatoire pour deux des classificateurs possessifs (voir la section suivante sur la possession aliénable), facultatif pour les deux autres classificateurs possessifs et quelques noms inaliénables (ex. : na-mne-(n)mi, « vos mains »), et interdit pour les autres noms inaliénables.

##### Expression du possesseur
La manière d’exprimer le possesseur dépend de si le possesseur est humain :
- s’il est humain, le nom possédé prend le suffixe possessif de la troisième personne du singulier et est suivi par le possesseur : na-ha-n na-myanag (« le nom du chef »). Même si le possesseur est pluriel, on utilise le suffixe singulier : na-ha-y (« leur(s) nom(s) »), mais na-ha-n ige susu (« le nom des enfants », littéralement : « son nom les enfants »).
- S’il n’est pas humain, le nom possédé est exprimé sans suffixe et est suivi du possesseur sans article : na-he vōnō (« le nom du village »).

Il y a des exceptions :
- les humains sont traités comme des non humains s’ils sont génériques : na-mta-n na-lqōvēn (« les yeux de la femme »), mais na-mte lōqōvēn (« des yeux de femme ») ;
- certains grands animaux, pourtant non humains, peuvent être traités comme des humains s’ils sont représentés comme des humains, par exemple dans des contes. C’est aussi le cas quand on emploie métaphoriquement une relation humaine pour parler d’être vivants (comme quand on dit en français « le lynx est le cousin du chat »).

Si on veut employer un nom inaliénable sans possesseur, il y a deux solutions. La première consiste à utiliser un possesseur générique en disant littéralement « une tête de personne » ou « un fruit d’arbre » :
| No                                                         | ma-yap     | na-ngo     | et.      |
| 1sg                                                        | pft-écrire | art-visage | personne |
| J’ai dessiné un visage. (Litt. : le visage d’une personne) |            |            |          |

Ce système permet d’ailleurs de préciser le sens de certains mots. Par exemple, le radical ili~ signifie « cheveu, pelage, plumage », en fonction du possesseur. Avec un possesseur générique, on peut différencier n-ili et (« un cheveu (d’humain) »), n-ili bus (« un poil de chat ») et n-ili men (« une plume (d’oiseau) »).
L’autre moyen est d’employer le suffixe -ge. Il n’est pas équivalent à l’emploi d’un possesseur générique : ce suffixe s’emploie seulement dans des situations particulières et avec un possesseur humain uniquement. Il est utilisé dans des phrases où, en français, on utiliserait « on » :
| Tō                                                | n-ili-ge      | ni-qagqag. |
| Alors                                             | art-cheveu-on | ao-blanc   |
| Alors on a les cheveux qui se mettent à blanchir. |               |            |

N-ili-ge ne se réfère pas aux cheveux d’une personne particulière, mais aux cheveux de n’importe qui, par exemple quand on vieillit. Une traduction incorrecte en français mais qui rend bien le sens de ce suffixe serait « les cheveux de “on” ». Cette tournure est utilisée pour décrire les symptômes d’une maladie, par exemple dans la phrase Na-taqn̄ē-ge ni-mehgēt qui signifie « On a le corps qui transpire » (et pas simplement « Le corps transpire »).

#### Possession aliénable
Les noms aliénables sont une classe ouverte qui contient tous les autres noms. Leur radical se finit souvent par une consonne. Ils peuvent être utilisés sans possesseur et ne peuvent pas recevoir les suffixes possessifs.
Si le possesseur est non référentiel ou non humain, on utilise la préposition ne entre le possédé et le possesseur, et dans le cas où le possesseur n’est pas précisé, le mot anaphorique nan :
- na-gban ne ok : « la voile de la pirogue » ;
- na-gban nan : « sa voile ».

Si le possesseur est humain et référentiel, la syntaxe est moins simple puisqu’il faut employer un classificateur possessif pour exprimer le type de relation dont il s’agit.

##### Classificateurs possessifs
Comme d’autres langues de Mélanésie et de Micronésie telles que le pohnpei et le paluan, le mwotlap a des classificateurs possessifs qui indiquent le type de relation de possession. Dans cette langue, ils sont quatre :
- ga~ indique que l’objet possédé est destiné à être mangé (dans certains usages figurés et familiers, il peut indiquer tout ce qui provoque des sensations, agréables ou désagréables[a 48]) ;
- ma~ indique qu’il sera bu ;
- mu~ désigne une possession provisoire ;
- no~ représente une possession qui n'entre pas dans les catégories précédentes.

Ainsi, à partir d’un mot comme wōh (« coco ») on peut avoir plusieurs sens différents en fonction du classificateur utilisé :
- nō-wōh ne-me-k : « mon lait de coco » (littéralement « mon coco à boire ») ;
- nō-wōh na-kis : « ma noix de coco à manger » ;
- nō-wōh na-mu-k : « ma noix de coco (que je suis en train de porter) » ;
- nō-wōh mino : « mes cocotiers », « mes noix de coco (par exemple celles que j’ai chez moi) ».

Les classificateurs possessifs reçoivent le suffixe possessif, mais présentent certaines irrégularités. Ils sont présentés ici avec l’article.
La forme exceptionnelle mino provient de mi no (« avec moi »). Les classificateurs possessifs apparaissent toujours avec l’article, sauf dans deux cas :
- après la particule partitive te : te mu-k ;
- no~ peut dans certains cas s’alléger : n-ēm̄ no-no-nmi (« vos maisons ») peut être simplifié par haplologie en n-ēm̄ no-nmi.

Dans les exemples précédents, le classificateur est placé après le mot possédé (nē-bē ne-me-k, « mon eau », littéralement « l’eau la-mienne-à-boire »). C’est l’usage le plus courant. Il est aussi possible de mettre le classificateur en premier, et dans ce cas le possédé n’a pas d’article (ne-me-k bē). Cette tournure correspond à un niveau de langue littéraire ou soutenu.
Si le possesseur est exprimé, il est situé immédiatement après le classificateur possessif qui a le suffixe de la troisième personne du singulier : nō-wōh na-ma-n ige susu (« le lait de coco des enfants »).
Ces classificateurs possessifs peuvent être utilisés avec des non humains (notamment des animaux) : na-mtig na-ga-n tutu (« la noix de coco pour les poules »). Seul no~ est strictement réservé aux humains ; les mots invariables ne et nan cités plus haut sont en fait des formes équivalentes de no~ employées pour les non humains.

### Directionnels spatiaux
Une particularité du mwotlap (et d’autres langues austronésiennes) est que l’orientation dans l'espace ne fait jamais appel à la gauche et la droite : à la place, les locuteurs se repèrent en fonction de la géographie de l’endroit où ils se trouvent. Il est courant d’entendre une phrase telle que En malig hag! (« Décale-toi vers l’est ! », littéralement « vers le haut »). Six particules directionnelles sont très utilisées : hag (« en haut »), hōw (« en bas »), hay (« dedans »), yow (« dehors »), me (« par ici ») et van (« par là »).
Me indique un endroit où se trouve le locuteur ou une direction orientée vers le locuteur, par exemple Van me (« Viens », littéralement « Va vers moi »). Van indique une direction orientée vers autre chose que le locuteur.
Le cas des quatre autres particules est plus compliqué : en plus de leurs sens premiers (« en haut », « dehors », etc.), elles ont des sens secondaires dits géocentriques, renvoyant à la géographie de l’île. L’île est vue comme un contenant dans lequel on entre où on sort : hay désigne l’intérieur des terres, yow la direction de la mer. Ainsi, pour quelqu’un situé sur la côte sud de Mota Lava, hay désigne le nord, mais pour quelqu’un qui est au nord de l’île, hay est au sud.
Les deux autres particules, hag et hōw (respectivement « en haut » et « en bas ») désignent un axe perpendiculaire à l’axe hay-yow : à Mota Lava, hag est la direction est-nord-est et hōw l’ouest-sud-ouest. Ces deux mots désignent toujours la même direction par rapport à l’île : le sens de yow dépend de l’endroit de l’île où se trouve le locuteur, mais hag reste toujours l’est de Mota Lava.

Carte des îles Banks. Mota Lava est en haut du centre de la carte.

Les locuteurs du mwotlap qui se trouvent sur une autre île doivent assigner une direction à ces particules. Le choix de hay et yow est simple, puisqu’il dépend de la côte : ainsi, à Port-Vila, hay désigne l’est et yow l’ouest, puisque la côte s’y étend selon un axe nord-sud et que l’intérieur des terres est à l’est. L’axe hag-hōw est perpendiculaire à la côte, mais le sens est plus délicat à déterminer : hag désigne le sud à Port-Vila et des deux côtés de Maewo et d’Espiritu Santo, mais le sud-ouest à Malekula et l’est dans le sud d’Ambae comme à Mota Lava. En fait, hag désigne la direction la plus proche du sud-est.
En mer, quand aucune île n’est proche, la direction de l’intérieur des terres ou de l’océan n’a plus de sens et hay et yow ne sont pas utilisés. Le monde est alors divisé en deux parties : hag, la moitié sud-est et hōw, la moitié nord-ouest. Il en est de même quand un locuteur veut parler d’une autre île : ainsi, pour un locuteur situé à Mota Lava, les îles Torres et Salomon sont « en bas » (hōw) et la plupart des autres îles du Vanuatu sont « en haut » (hag). Une exception est Vanua Lava : comme c’est une grande île visible depuis Mota Lava et située précisément au sud-ouest, ni hag ni hōw ne conviennent et les locuteurs emploient hay (« vers l’intérieur des terres »).
Le fait que hag « en haut » désigne globalement le sud-est est une métaphore liée au sens des vents dominants, importants pour un peuple qui avait l’habitude de naviguer. Au sud de l’équateur, les alizés soufflent du sud-est, en sorte que naviguer dans cette direction consiste à faire voile contre le vent. La difficulté de naviguer face au vent est assimilée à la difficulté de monter une pente (cf. en français « remonter au vent », en anglais sail upwind) : ceci explique que le sud-est soit désigné, en mwotlap, par le même mot que pour « en haut ».

## Lexique

### Exemples
| Mot    | Traduction | Prononciation |
| ------ | ---------- | ------------- |
| terre  | nē-vētan   | [nɪβɪtan]     |
| eau    | nē-bē      | [nɪᵐbɪ]       |
| feu    | n-ep       | [nɛp]         |
| homme  | na-tm̄an    | [natŋ͡mʷan]    |
| femme  | na-lqōvēn  | [nalk͡pʷʊβɪn]  |
| manger | gen        | [ɣɛn]         |
| boire  | in         | [in]          |
| grand  | liwo       | [liwɔ]        |
| petit  | su         | [su]          |
| jour   | na-myen    | [namjɛn]      |
| nuit   | nō-qōn̄     | [nʊk͡pʷʊŋ]     |